# Furstendömet Transsylvanien
Furstendömet Transsylvanien var ett delvis självständigt furstendöme i vad som idag är nordvästra Rumänien från 1526 till 1711. 

## Historia

### Öst-Ungern

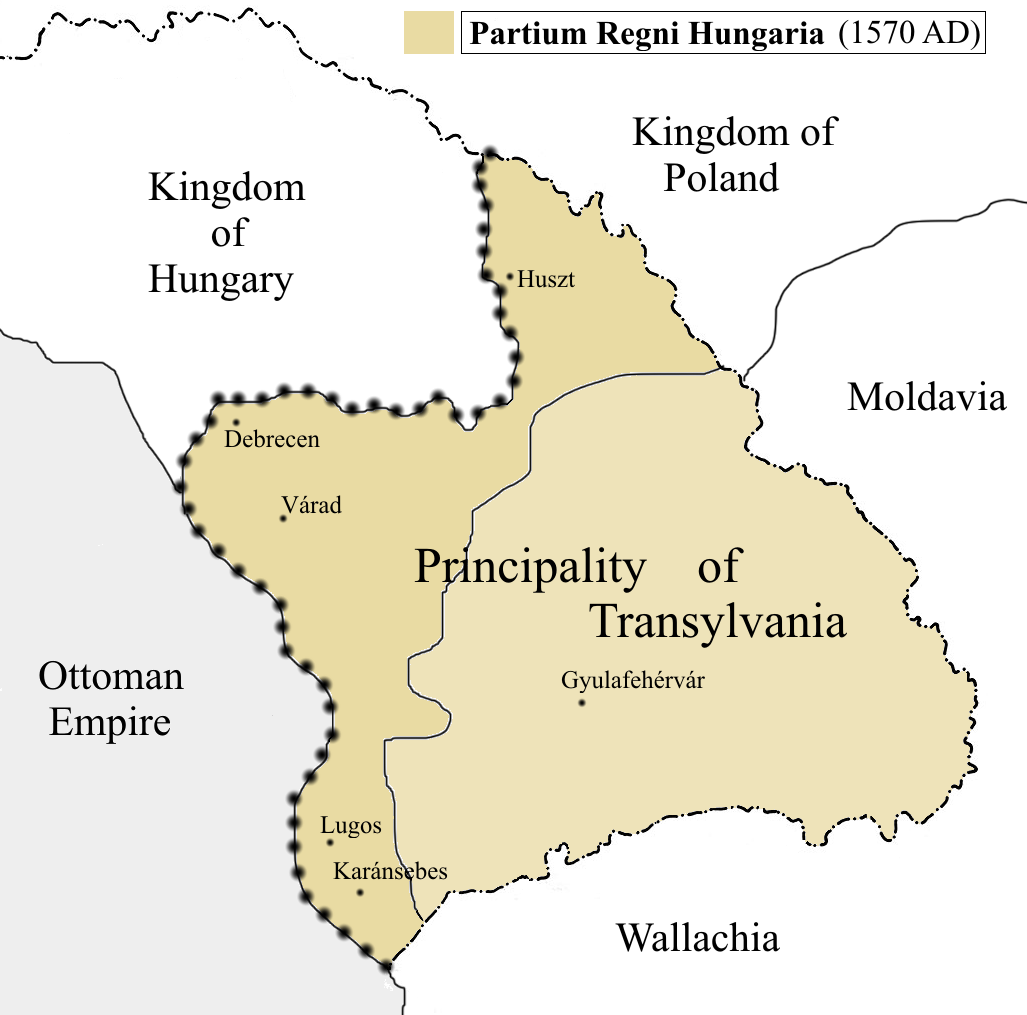
Partium (i mörkare färg) och furstendömet Transsylvanien, 1571

År 1526, efter slaget vid Mohács, invaderades Kungariket Ungern av turkarna och splittrades de facto i tre delar 1541 när turkarna erövrade Buda. De tidigare kungen av Ungern, Ludvig II Jagiello hade dött i strid med osmanerna i slaget vid Mohács. Habsburgarna lyckades hålla den norra och västra delen av Ungern med den nya huvudstaden Pozsony och ärkehertig Ferdinand av Österrike valdes till ny kung av Ungern. Detta accepterades dock inte av alla. I öster utnyttjade Transsylvaniens härskare János Szapolyai sin militära styrka och utnämnde sig själv till kung av Ungern under namnet János I, men ett rivaliserande parti erkände Ferdinand.
I striderna som följde på detta erhöll Szapolyai sultan Suleiman I:s stöd. Efter Szapolyais död 1540 invaderade Suleiman centrala Ungern under förevändningen att skydda dennes son János II. Ungern var nu delat i tre delar: Västra Ungern under österrikisk kontroll, centrala Ungern under turkisk kontroll och det halvt självständiga Transsylvanien där österrikiskt och turkiskt inflytande tävlade om makten i nära två århundraden.
Transsylvanien var nu utanför den katolska kyrkans sfär och Luthers och Calvins läror predikades allt mer. 1563 utsågs Giorgio Blandrata till hovläkare, och hans radikala religiösa idéer fick allt större inflytande både över den unge kung János II och den kalvinistiska biskopen Frans David. Med tiden blev de båda konverterade till hans unitaristiska lära. Under en formell offentlig debatt besegrade Frans David kalvinisten Peter Melius. Som ett resultat av detta antogs 1568 ediktet i Turda, i vilket individuell religionsfrihet garanterades. Detta var den första legala garantin av religionsfrihet i det kristna Europa.
År 1570,  avsade sig Johan II Zápolya sitt anspråk på den ungerska kronan till förmån för Maximilian II av Habsburg, som hade gjort anspråk på titeln sedan 1563. Istället förblev Johan II furste av Transsylvanien mellan 1570 och 1571. 
År 1571, i fördraget i Speyer (Spires), abdikerade Johan II Sigismund som kung av Ungern, och ett nytt furstendöme skapades åt honom : "Joannes, serenissimi olim Joannis regis Hungariae, Dalmatiae, Croatiae etc. filius, Dei gratia princeps Transsylvaniae ac partium regni Hungariae" vilket är bakgrunden till att området ibland kallades för Partium. 
Detta avtal innebar att de transsylvanska furstarna accepterade (den teoretiska) tanken på ett enat Ungern i utbyte mot att deras rätt att styra Transsylvanien erkändes. Man kan hävda att de bytte titel mot territorium. 
Öst-Ungern slutade att existera och Transsylvanien blev ett självständigt furstendöme, en vasall till Osmanska riket med avsevärd frihet och där turkar och österrikare skulle tävla om inflytande i nästan två århundraden.

### Furstendömet Transsylvanien

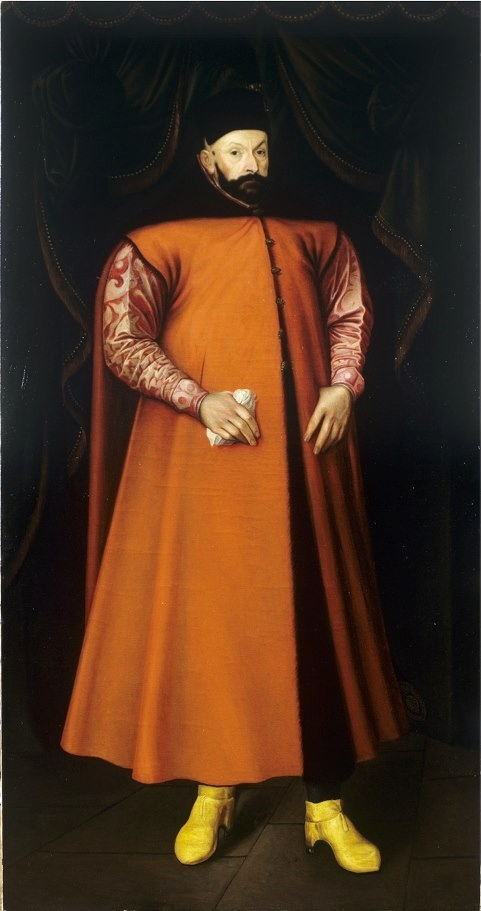
Stefan Batory, furste av Transsylvanien, kung av Polen

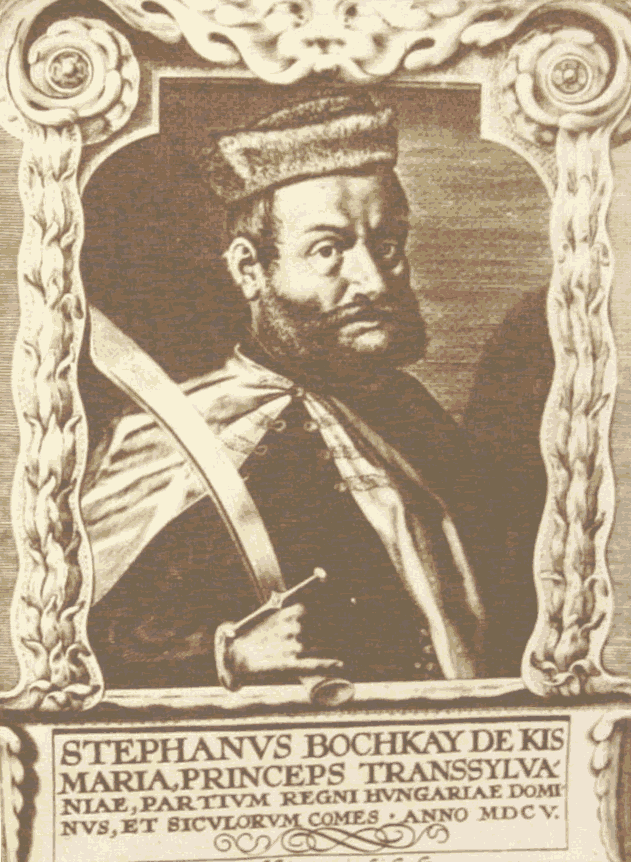
Stefan Bocskai

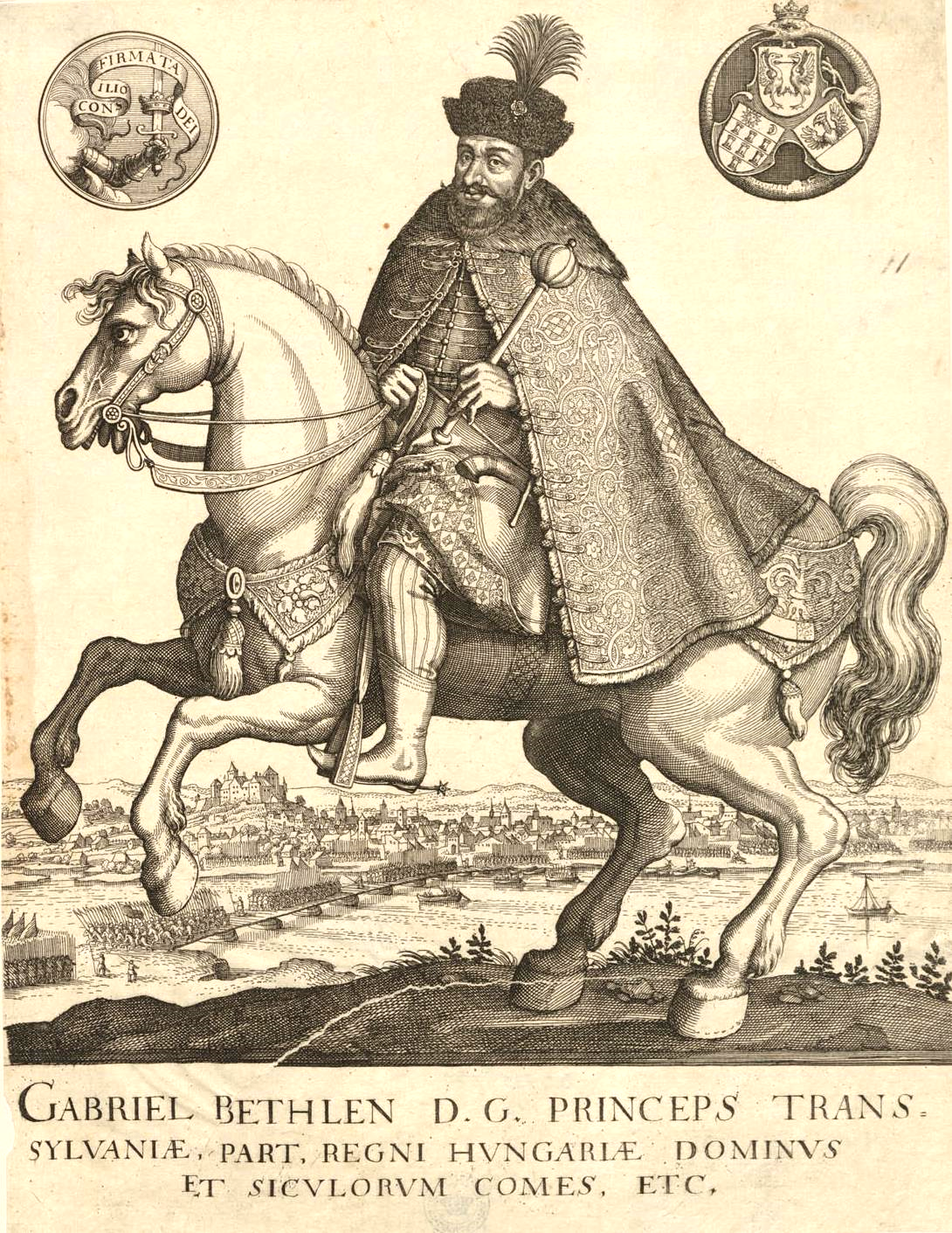
Gabriel Bethlen

Efter János II:s död 1571 tog huset Báthory makten över Transsylvanien. De styrde Transsylvanien som prinsar under osmansk överhöghet och även en kort tid under Habsburg, fram till 1602. István Báthory, en ungersk katolik som senare blev kung Stefan Batory av Polen, förband sig att upprätthålla den religionsfrihet som gavs i ediktet i Turda, men tolkade sin förpliktelse på ett alltmer begränsat sätt. Under den senare delen av Báthorysläktens styre, mest under Sigismund Báthory som var regent i tre perioder, skedde en fyrsidig konflikt i Transsylvanien mellan transsylvanerna, österrikarna, osmanerna och vojevoden av Valakiet.
Vojvoden Mikael II av Valakiet ("den tappre") bröt in i Transsylvanien hösten 1599 och med hjälp av uppviglade szekler fick en kortvarig kontroll över landet. Fursten Andreas Báthory blev mördad av szeklerna som hoppades med Mikaels hjälp återfå sina gamla privilegier. Mikael blev furste av Transsylvanien 1599-1600 och även erövrade Moldavien 1600, på så sätt i princip förenade de tre furstendömena Valakiet, Moldavien och Transsylvanien (de tre huvudsakliga delarna av dagens Rumänien - därav det stora rumänska intresset för detta). Snart blev han dock besegrad i alla "sina länder" och till sist undanröjd av sin allierade, den habsburgske generalen Giorgio Basta i augusti 1601. Basta underkuvade Transsylvanien 1604 och inledde ett skräckvälde i vilket han gavs rätt att beslagta adelsmäns jord, förtyska befolkningen och återinföra katolicismen i furstendömet genom motreformationen. 
Från 1604 till 1606 ledde den kalvinistiske stormannen av Bihar län Stefan Bocskai ett lyckat uppror mot Österrikes herravälde. Bocskai valdes till furste av Transsylvanien den 5 april 1603 och furste av Ungern två månader senare. De två huvudsakliga bedrifterna under Bocskais korta regentskap (han dog 29 december 1606) var freden i Wien (23 juni 1606) och vapenstilleståndet i Zsitvatorok (november 1606). Genom freden i Wien vann Bocskai religionsfrihet och politisk autonomi, återlämnande av alla konfiskerade egendomar, återkallande av alla orättfärdiga domar och en fullständig retroaktiv amnesti för alla ungrare i kungliga Ungern, samt erkännande som oberoende suverän furste av ett utvidgat Transsylvanien. Nästan lika viktig var den tjugoåriga vapenvilan i Zsitvatorok, som framförhandlades av Bocskai mellan kejsaren och sultanen.
Under Bocskais efterträdare hade Transsylvanien sin guldålder, särskilt under regenterna Gabriel Bethlen och Georg I Rákóczi. Bethlen (ung. Bethlen Gábor), som regerade från 1613 till 1629, slog hela tiden tillbaka försök från kejsaren att förtrycka eller kringgå hans undersåtar, och fick rykte om sig internationellt genom att kämpa för protestantismens sak. Tre gånger förde han krig mot kejsaren, två gånger utropades han till kung av Ungern, och genom freden i Nikolsburg (31 december 1621) lyckades han få en bekräftelse av fördraget i Wien åt protestanterna, och åt sig själv sju ytterligare län i norra Ungern. 
Bethlens efterträdare, Georg I Rákóczi (I Rákáczi Ferenc), var lika framgångsrik. Hans främsta bedrift var freden i Linz (16 september, 1645), den ungerska protestantismens sista politiska triumf, där kejsaren tvingades åter bekräfta artiklarna i freden i Wien. Gabriel Bethlen och Georg I Rákóczi gjorde också mycket för utbildning och kultur. De lade mycket resurser på att försköna sin huvudstad Gyulafehérvár (Alba Iulia, Weißenburg), som blev protestantismens främsta fäste i Östeuropa. Under deras regentskap var Transsylvanien också ett av de få europeiska länder där katoliker, kalvinister, lutheraner och unitarier levde i ömsesidig tolerans. Ortodoxa rumäner blev emellertid förnekade lika rättigheter. Trots löften från Inochentie Micu-Klein, en rumänsk grekisk-katolsk biskop, fick inte de rumäner som konverterade till katolicismen nationsställning.
Transsylvaniens regenter:

### Österrikiskt styre
Efter att osmanerna besegrats i slaget vid Wien 1683 började habsburgarna gradvis tvinga på sitt styre på det tidigare självstyrande Transsylvanien. Förutom att stärka centralregeringen och administrationen främjade habsburgarna också den romersk-katolska kyrkan, både som en enande kraft och som ett instrument för att minska den protestantiska adelns inflytande. Genom att skapa en konflikt mellan protestantiska och katolska element hoppades habsburgarna kunna försvaga ständerna. Dessutom försökte de övertyga ortodoxa kyrkomän att gå med i den unierade (grekisk-katolska) kyrkan, som godkände fyra viktiga punkter i katolsk doktrin och erkände påvens auktoritet samtidigt som den behöll ortodoxa ritualer och traditioner. 
Furst Ferenc Rákóczi II leder ett uppror mot Habsburgarna ("Rákóczi-frihetskriget") 1703-1711. Hans kurucer tar tidvis kontroll över olika delar av Ungern, men till sist besegras. Rákóczi tvingas i exil, lever länge i Turkiet, väntande på tillfälle att återvända, men till sist dör där 1735.
Från 1711 och framåt stärktes Österrikes kontroll över Transsylvanien och furstarna ersattes av österrikiska styresmän. Instiftandet(1765) av Transsylvanien som storfurstendöme var bara en formalitet. Trycket från Österrikes byråkratiska styre urholkade gradvis Transsylvaniens traditionella oberoende. 1791 petitionerade rumänerna till kejsar Leopold II om att bli erkända som den fjärde "nationen" i Transsylvanien, men Transsylvaniens riksdag förkastade detta.